# Was will Spartakus?

Was will Spartakus? est une affiche de propagande produite en 1919 par le Parti communiste d'Allemagne (Kommunistische Partei Deutschlands, KDP). Il s'agit d'une lithographie non-signée, d'auteur inconnu. Cette affiche illustre comment la révolution russe (1917 à 1921) a influencé l'idée du communisme en Allemagne en 1919.

## Contexte
Le KPD, la Ligue spartakiste créée par Rosa Luxemburg et Karl Liebknecht, est un mouvement politique d’extrême gauche marxiste révolutionnaire, actif en Allemagne pendant la Première Guerre mondiale. Cette ligue tire son nom de Spartacus, le meneur de la plus grande rébellion d'esclaves de la république romaine (70 av. J.C).
Inspirés par la révolution russe de 1917 à 1921, les spartakistes veulent seul le pouvoir. Pour atteindre leur but, ils doivent éliminer les pouvoirs allemands présents en 1919.

## Analyse
Les couleurs principales sont le jaune, qui représente la jalousie, et le noir, qui représente la prétention au pouvoir et la mort. L'homme à gauche de l'affiche est Spartacus, le meneur de la plus grande rébellion d'esclaves de la république romaine (70 av. J.-C.). L'affiche créée une similitude entre l'ouvrier et l'esclave antique. Spartacus brandit une épée pour combattre une hydre à six têtes. Ces six têtes représentent les différents pouvoirs en Allemagne en 1919, et donc les ennemis du mouvement spartakiste :
- le nouveau militarisme (= Neuer Militarismus)
- le capitalisme (= Kapitalismus)
- le régime des hobereaux (= Junkertum)
- l'église catholique (reconnaissable au col blanc d'une des têtes)

Deux têtes baissées représentent les ennemis déjà vaincus, les souverains détrônés en 1918 :
- Charles Ier d'Autriche
- Guillaume II d'Allemagne

Le titre Was will Spartacus? (= Que veut Spartacus ?) met en valeur le fait que Spartacus symbolise le rêve idéal du peuple allemand.

## L'interprétation
Le message de cette affiche est montrer au peuple allemand les différents « saletés » de l'Allemagne et lui présenter le mouvement spartakiste.

## Comparaison
On peut comparer cette œuvre avec l'affiche de propagande Le camarade Lénine balaie la saleté de la Terre (1920, Victor Deni).
- même contexte historique (révolution russe 1917 à 1921)
- même idée politique (communisme)

## Information
En France, cette œuvre d'art peut être choisie pour l'épreuve orale de l'histoire des arts du diplôme national du brevet.